# Figma (ソフトウェア)
 Figma（フィグマ）は、ブラウザベースのコラボレーション・インターフェース・デザイン・ツールである。MacOSまたはWindows用のデスクトップアプリケーションでオフラインでも利用できる。AndroidとiOSで使用するモバイルアプリはスマートフォンとタブレットデバイス上でリアルタイムにFigmaプロトタイプを閲覧、インタラクションすることが可能である。Figmaの機能セットは、ユーザーインターフェイスとユーザーエクスペリエンスのデザインにフォーカスされており、リアルタイムでのコラボレーションに重点を置いている。ベクターグラフィックのエディターとプロトタイピングツールを活用している。

## 機能
Figmaでは、ユーザーは3つの異なるモードでデザインを作成できる：デザインモード、プロトタイプモード、デベロッパーモードである。
デザインモードでは、シェイプやフレーム、コンポーネントの描画、スタイルの適用、レイヤーの管理などを行うことができる。
プロトタイプモードでは、フレームや画面間にインタラクティブなフローを作成し、UXのテストや画面遷移のシミュレーション、「クリック時」「ホバー時」などのインタラクション設定ができる。
デベロッパーモード（開発モード）では、コードスニペットの確認、エクスポート指定アセットのダウンロード、変数やトークンの表示、要素寸法の確認などが可能である。
これらの機能を活用することで、Web開発などにおいてインタラクティブなデザイン作成が行える。
2025年5月、Figmaはイベント「Config 2025」において、ベータ版の新機能「Figma Sites」を発表した。この機能により、デザイナーは作成したデザインを直接Webに公開することが可能になる。

## 歴史
Figmaは、ブラウン大学でコンピューターサイエンスを専攻していたDylan FieldとEvan Wallaceによって2012年に開発をスタートさせた。
2021年4月21日、FigmaはFigJamという名前のホワイトボードツールを発表した。
2022年9月、AdobeはFigmaを2023年内に約200億ドルで買収すると発表した。しかし、2023年12月18日時点で買収計画は中止されたことが発表されている。